# Noorwegen op het Eurovisiesongfestival 1983
Noorwegen nam deel aan het Eurovisiesongfestival 1983 in München (Duitsland). Het was de 23ste keer dat Noorwegen deelnam aan het Eurovisiesongfestival. NRK was verantwoordelijk voor de Noorse bijdrage voor de editie van 1983.

## Selectie procedure
Melodi Grand Prix 1983 was de televisieshow waarin de Noorse kandidaat werd gekozen voor het Eurovisiesongfestival 1983.
De MGP werd georganiseerd in de studio's van de NRK, te Oslo. Tien liedjes deden mee in deze finale. De winnaar werd verkozen door 12 regionale jury's.
| Volgorde | Artiest                         | Lied                    | Punten | Plaats |
| -------- | ------------------------------- | ----------------------- | ------ | ------ |
| 1        | Ketil Stokkan                   | "Samme charmeur"        | 107    | 2      |
| 2        | Anita Hegerland                 | "Nå er jeg alene"       | 57     | 7      |
| 3        | Elisabeth Berg                  | "Music"                 | 20     | 10     |
| 4        | Nissa Nyberget                  | "Du ber meg om evighet" | 70     | 5      |
| 5        | Cathy Ryen                      | "Lengsel"               | 59     | 6      |
| 6        | Olav Stedje                     | "Melodi"                | 83     | 4      |
| 7        | Jahn Teigen                     | "Do Re Mi"              | 120    | 1      |
| 8        | Inger Lise Rypdal & Freddy Berg | "Elegi"                 | 37     | 9      |
| 9        | Susanne Fuhr                    | "Det fineste jeg vet"   | 45     | 8      |
| 10       | Dizzie Tunes                    | "Gjennom ild og vann"   | 98     | 3      |

## In München
In Duitsland moest Noorwegen optreden als tweede, net na  Frankrijk en voor Verenigd Koninkrijk. Na de stemming bleek dat Noorwegen op een 9de plaats was geëindigd met 53 punten. 
Nederland had 8 en België had 7 punten over voor de Noorse inzending.

### Gekregen punten

#### Finale
| 12 punten             | 10 punten | 8 punten                 | 7 punten    | 6 punten             |
| --------------------- | --------- | ------------------------ | ----------- | -------------------- |
|                       |           | - Denemarken - Nederland | - België    | - Portugal - Turkije |
| 5 punten              | 4 punten  | 3 punten                 | 2 punten    | 1 punt               |
| - Verenigd Koninkrijk | - Israël  | - Oostenrijk - Zweden    | - Luxemburg | - Duitsland          |

### Punten gegeven door Noorwegen

#### Finale
Punten gegeven in de finale:
| 12 punten | Zweden              |
| 10 punten | Duitsland           |
| 8 punten  | Joegoslavië         |
| 7 punten  | Nederland           |
| 6 punten  | Israël              |
| 5 punten  | Verenigd Koninkrijk |
| 4 punten  | Cyprus              |
| 3 punten  | Frankrijk           |
| 2 punten  | Finland             |
| 1 punt    | Zwitserland         |

1960 · 1961 · 1962 · 1963 · 1964 · 1965 · 1966 · 1967 · 1968 · 1969 · 1970 · 1971 · 1972 · 1973 · 1974 · 1975 · 1976 · 1977 · 1978 · 1979 · 1980 · 1981 · 1982 · 1983 · 1984 · 1985 · 1986 · 1987 · 1988 · 1989 · 1990 · 1991 · 1992 · 1993 · 1994 · 1995 · 1996 · 1997 · 1998 · 1999 · 2000 · 2001 · 2002 · 2003 · 2004 · 2005 · 2006 · 2007 · 2008 · 2009 · 2010 · 2011 · 2012 · 2013 · 2014 · 2015 · 2016 · 2017 · 2018 · 2019 · 2020 · 2021 · 2022 · 2023 · 2024 · 2025